# Uniwersytet potworny
Uniwersytet potworny (ang. Monsters University) – amerykański animowany komputerowo film 3D wytwórni Pixar, prequel produkcji Potwory i spółka z 2001 roku. Film wyreżyserował Dan Scanlon.
Światowa premiera filmu, początkowo planowana na 2 listopada 2012, odbyła się 21 czerwca 2013, a w Polsce 5 lipca 2013 roku.

## Opis fabuły
Mike Wazowski od najmłodszych lat marzył o karierze straszaka w fabryce Potwory i Spółka. Pełen zapału młody potwór dostał się na wymarzony wydział straszologii Uniwersytetu Potwornego. Tam poznaje m.in. Randalla Boggsa i Sully'ego. W przeciwieństwie do ambitnego Mike'a, Sulley uważał, że jako Sullivan jest stworzony do straszenia i nie musi się specjalnie starać. Jak się jednak okazało, ani ciężka praca Mike'a ani wrodzone predyspozycje Sully'ego nie spełniają oczekiwań budzącej postrach dziekan Skolopendry. Mike podejmuje bardzo ryzykowne kroki aby utrzymać się na Uniwersytecie i udowodnić wszystkim, że jednak jest straszny. Musi wystartować w pojedynku dla potworów.

## Obsada głosowa
- John Goodman – James P. „Sulley” Sullivan
- Billy Crystal – Michael „Mike” Wazowski
- Steve Buscemi – Randall Boggs
- Joel Murray – Don Carlton
- Sean Hayes – Terri Perry
- Dave Foley – Terry Perry
- Peter Sohn – Scott „Squishy” Squibbles
- Charlie Day – Art
- Frank Oz – Fąflak
- Helen Mirren – Dean Hardscrabble
- Alfred Molina – Profesor Knight
- Nathan Fillion – Johnny Worthington
- Aubrey Plaza – Claire Wheeler
- Tyler Labine – Brock Pearson
- John Krasinski – „Frightening” Frank McCay
- Bonnie Hunt – Karen Graves
- Bobby Moynihan – Chet Alexander
- Julia Sweeney – Ms. Squibbles
- Beth Behrs – Carrie Williams
- John Ratzenberger – Pracownik z „Potwory i Spółka”

## Polski Dubbing
- Wojciech Paszkowski – Mike
- Paweł Sanakiewicz – Sulley
- Sylwester Maciejewski – Don
- Artur Barciś – Scott Squibbles / Ciamcio
- Sławomir Pacek – Randall
- Eryk Lubos – Art
- Paweł Ciołkosz – Teri
- Mateusz Weber – Terry
- Danuta Stenka – Dziekan Skolopendra
- Piotr Grabowski – Johnny
- Michał Poznański – Komentator
- Andrzej Blumenfeld – Profesor Knecht
- Marta Dobecka – Komentatorka
- Piotr Piksa – Chet
- Jakub Jankiewicz – Mały Mike
- Anna Apostolakis – Pani Squibbles
- Ewa Kania – Pani Nauczycielka
- Waldemar Barwiński – Frank
- Krystyna Rutkowska-Ulewicz – Roz
- Krzysztof Stelmaszyk – Yeti
- Agata Góral – Carrie
- Krzysztof Szczepaniak – Bystry Ślimak
- Bartosz Martyna – Sędzia